# Neyraudia
Neyraudia is een geslacht uit de grassenfamilie (Poaceae). De soorten van dit geslacht komen voor in Afrika, Azië en Noord-Amerika.

## Soorten
Van het geslacht zijn de volgende soorten bekend: 
- Neyraudia acarifera
- Neyraudia arundinacea
- Neyraudia curvipes
- Neyraudia fanjingshanensis
- Neyraudia madagascariensis
- Neyraudia mezii
- Neyraudia montana
- Neyraudia reynaudiana
- Neyraudia thouarsii